# 划城岗遗址
划城岗遗址位于湖南省常德市安乡县安障乡沙湖口村，是一处新石器时代遗址，2013年被列为第七批全国重点文物保护单位。
划城岗遗址地处洞庭湖平原，距安乡县城约9千米，在遗址西约1千米有松滋河，东约0.5千米有李光堰、蔡家溪等湖泊。遗址坐落在一片台地上，高出周围地面约3～4米，长宽各约200米，总面积约4万平方米。划城岗遗址在1979年发现，1980年由湖南省博物馆进行发掘，发掘面积200平方米。1999年1月湖南省文物考古研究所与常德市文物处、安乡县文物管理所对划城岗遗址进行第二次发掘，发掘面积277平方米。出土遗物分别属于汤家岗文化、大溪文化、屈家岭文化、石家河文化。